# Rozvadov
Rozvadov (en allemand : Roßhaupt) est une commune du district de Tachov, dans la région de Plzeň, en République tchèque. Sa population s'élevait à 718 habitants en 2022.

## Géographie
Rozvadov se trouve à la frontière avec l'Allemagne, à 16 km au sud-sud-ouest de Tachov, à 60 km à l'ouest-sud-ouest de Plzeň et à 143 km à l'ouest-sud-ouest de Prague.
La commune est limitée par Lesná et Hošťka au nord, par Přimda à l'est, par Třemešné au sud et par l'Allemagne à l'ouest.

## Histoire
La première mention écrite du village date de 1581.

## Galerie

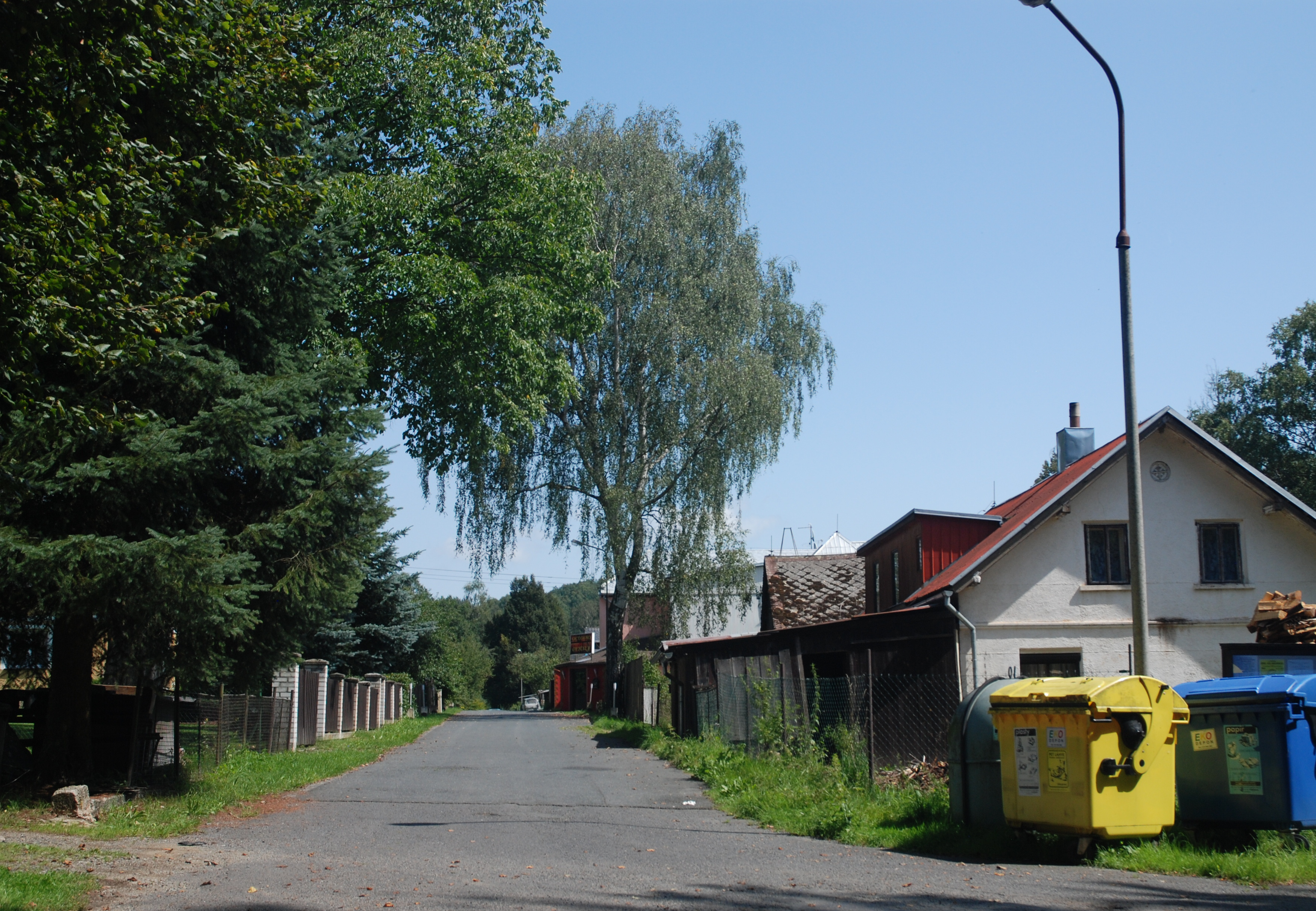
Rue à Rozcestí.
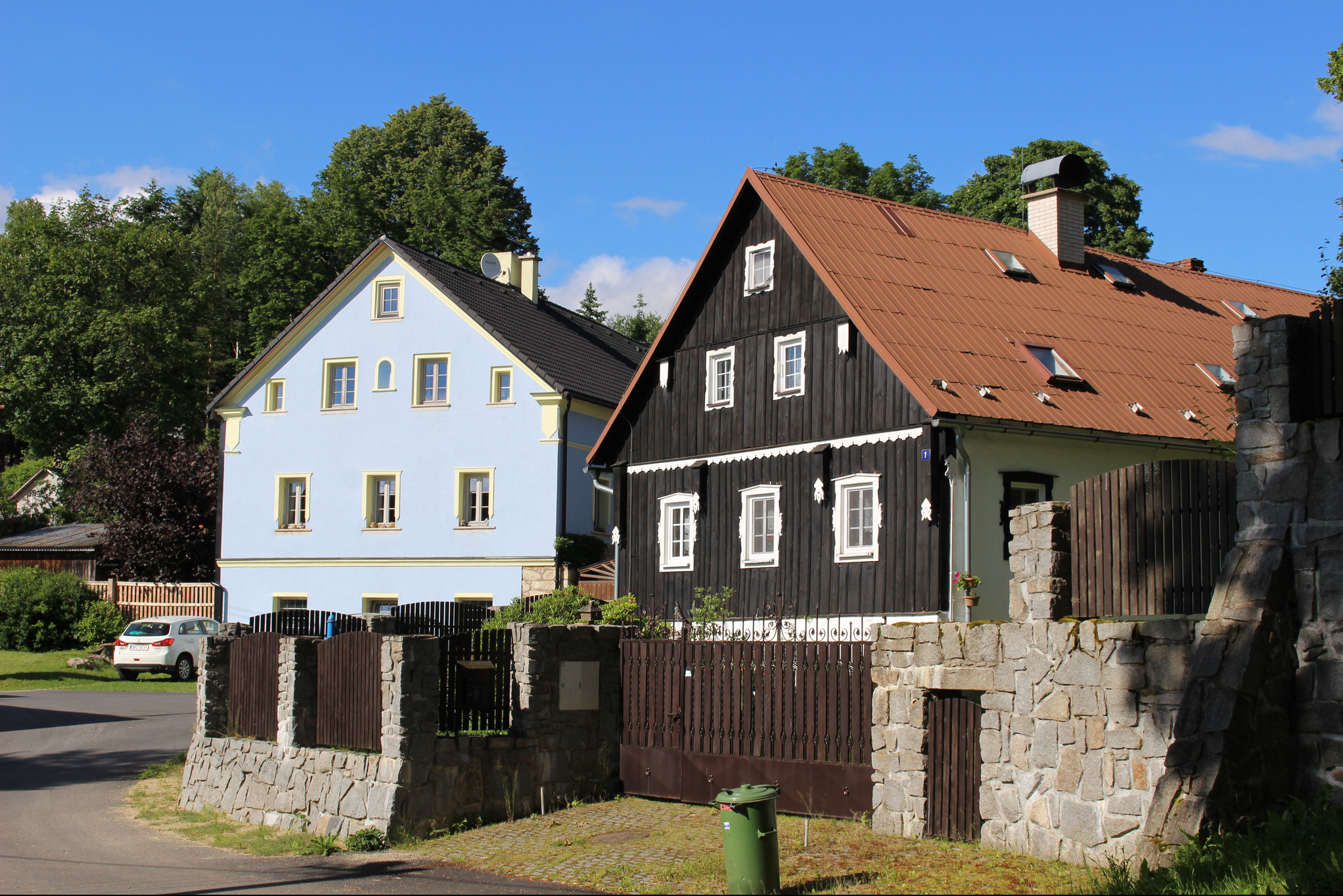
Maisons à Svatá Kateřina.

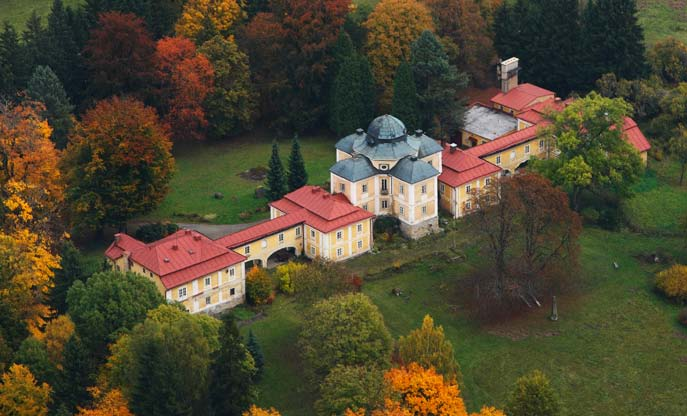
Château de Diana : vue aérienne.

## Administration
La commune se compose de six sections :
- Rozvadov ;
- Diana ;
- Milíře ;
- Nové Domky ;
- Rozcestí ;
- Svatá Kateřina.

## Transports
Par la route, Rozvadov se trouve à 9 km de Přimda, à 19 km de Tachov, à 68 km de Plzeň et à 163 km de Prague.
La commune est desservie par l'autoroute D5 ( 144 Kateřina), qui est reliée à l'autoroute allemande A6.

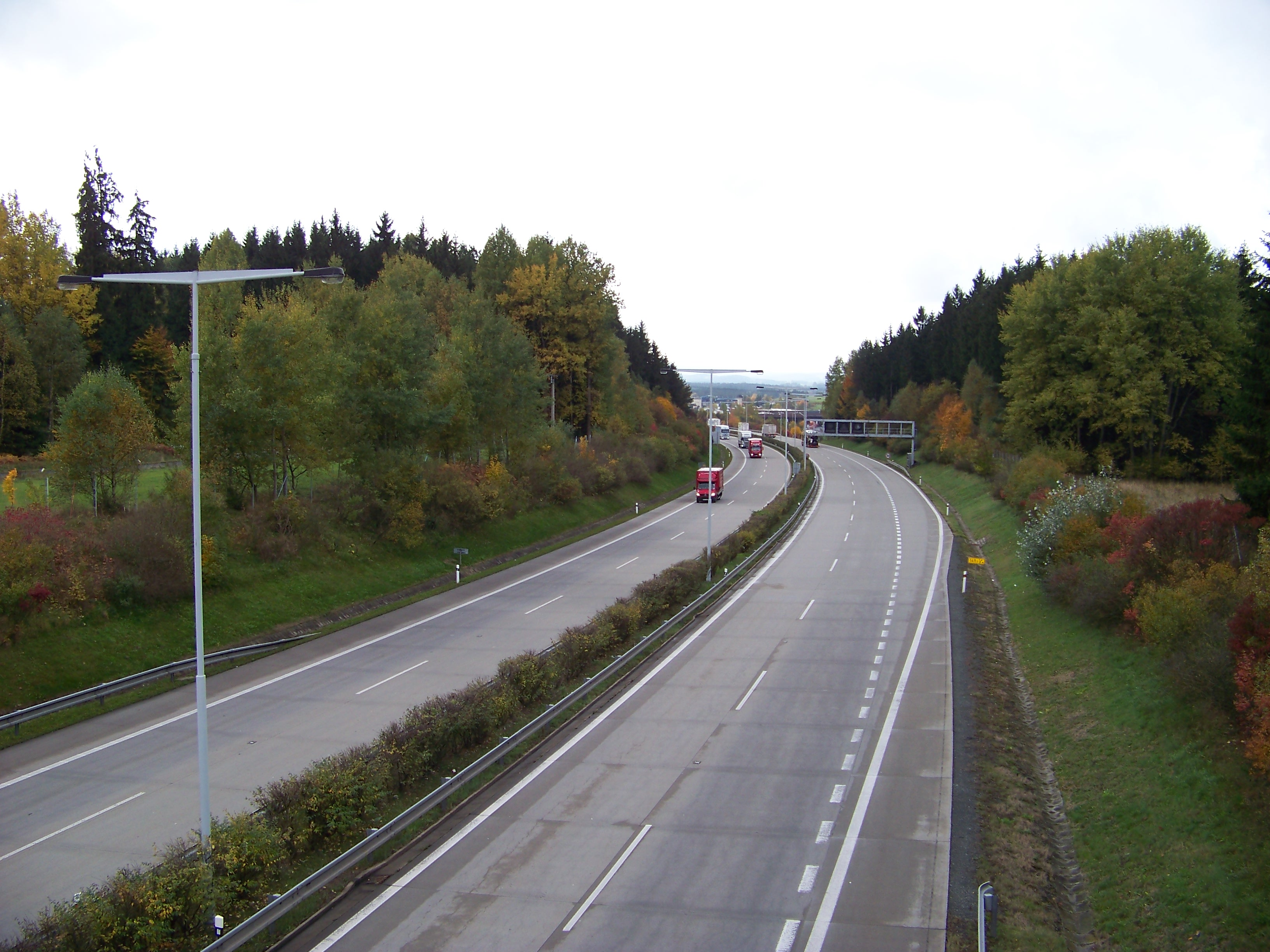
Autoroute D5 à Rozvadov (2013).
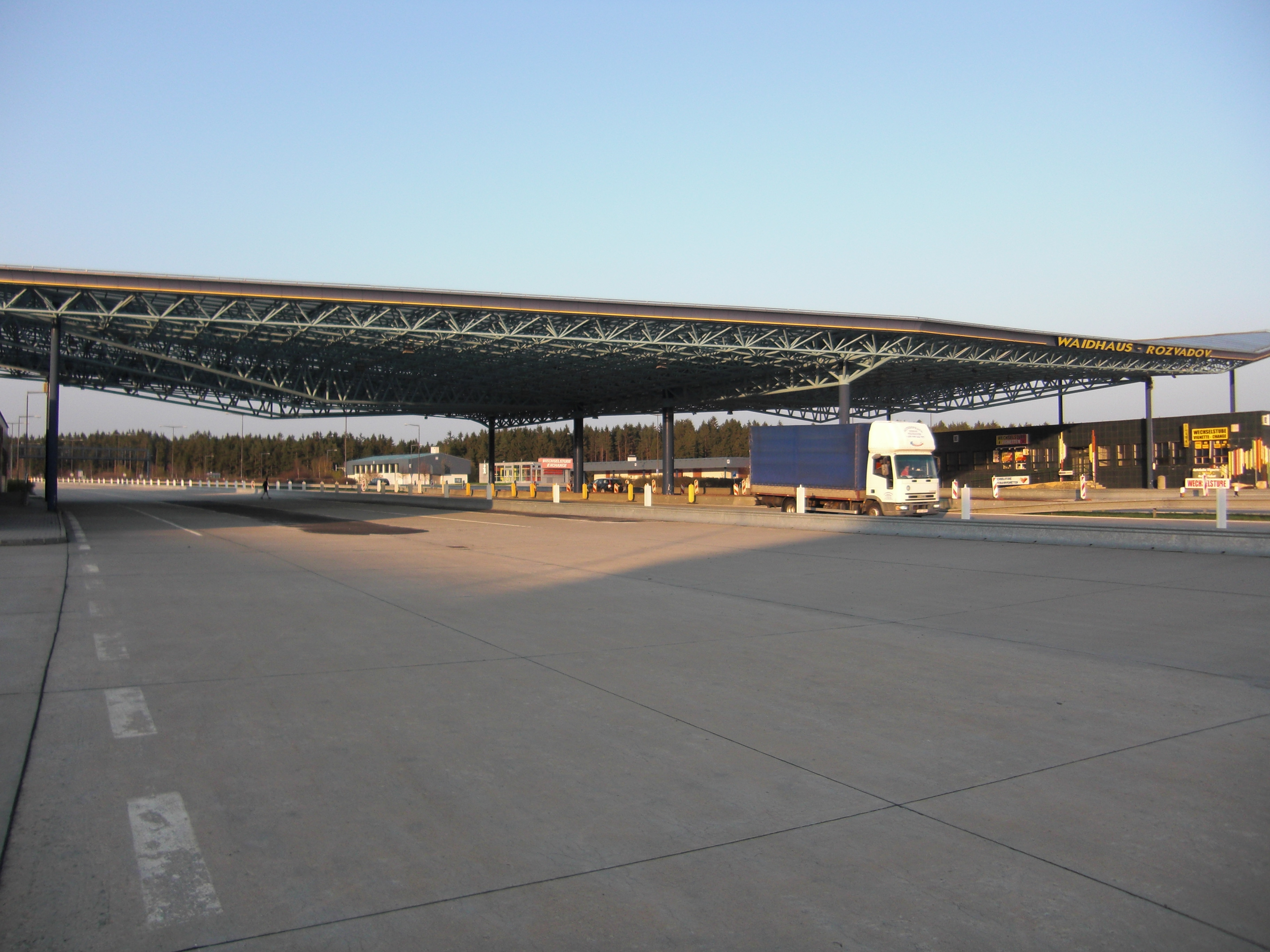
Poste frontière autoroutier A6-D5.